# Литовські залізниці

Литовські залізниці (лит. Lietuvos geležinkeliai) — національна державна залізнична компанія Литви. Компанія обслуговує всю залізничну мережу країни. Генеральний директор АТ «Литовські залізниці» — Стасіс Дайлідка.
В 2006 році литовські залізниці перевезли 6,2 млн пасажирів і 50 млн тонн вантажів. Наймасовішим вантажем є російська нафта, яку перевалюють в портах Литви.
Пасажирські перевезення представлені внутрішніми потягами, міжнародними потягами з Вільнюса (до Москви, Санкт-Петербурга та Мінська, а також транзитом через територію Литви російськими поїздами далекого сполучення, котрі прямують до Калінінграда).
Залізнична мережа Литви складається з 1749 км ліній з російською шириною колії (з них електрифіковані 149 км: лінії кордон з Білоруссю - Кяна - Науйої-Вільня — Каунас та Лентварис — Тракай), а також 22 км з європейською колією  та 179 км вузькоколійних ліній з шириною 750 мм.

## Історія
Залізнична мережа на території сучасної Литви почала формуватися у другій половині XIX століття. 15 лютого 1851 року було ухвалено рішення про спорудження Петербурго-Варшавської залізниці, будівництво почалося 1852 року. 4 вересня 1860 року в Вільно з боку Дінабург прийшов перший поїзд, в тому ж році продовжилося будівництво дороги до кордону Російської імперії з Пруссією,а вже 11 квітня 1861 року стала до ладу дільниця Ковно — Вержболово.
Активне залізничне будівництво велося в Балтії наприкінці 1860-х — на початку 1870-х років, в тому числі в листопаді 1873 року почалася експлуатація ділянки Калкуни — Радзівілішкі. Наприкінці 1890-х років з'являються вузькоколійні лінії, 28 вересня 1899 року відкрито регулярний рух поїздів дорогою Поневеж — Постави (ширина колії 750 мм). Нові залізниці, в тому числі велику кількість військово-польових доріг з шириною колії 600 мм було побудовано німецькими солдатами в роки Першої світової війни.
Після проголошення незалежної Литовської держави міністр шляхів сполучення Литви наказом від 3 грудня 1918 року поклав керівництво Литовськими залізницями на групу інженерів. 6 червня 1919 року почався рух поїздів по лінії Кайшядорис — Радвилішкіс. 1922 року Литовські залізниці стали членом Міжнародного союзу залізниць. У міжвоєнний час основна мережа залізниць Литви була вже сформована, під час Другої світової війни піддалася значному руйнуванню.
3 серпня 1940 року указом народного комісара шляхів сполучення СРСР Литовські залізниці стали складовою частиною залізниць СРСР. 1963 року дороги Литовської РСР увійшли до складу Прибалтійської залізниці. Велися роботи з відновлення зруйнованих ділянок, реконструкції станцій, скорочення протяжності вузькоколійних ліній. 1975 року були електрифіковані змінним струмом ділянки приміської зони Вільнюса: Науйої-Вільня — Лентварис — Каунас та Лентварис — Тракай.
20 листопада 1991 року залізниці Литви вийшли зі складу Міністерства шляхів сполучення, в січні 1992 року організовано Управління Литовських залізниць. З 1995 року Литовські залізниці є членом Міжнародного комітету залізничного транспорту.

## Електрифіковані лінії
Литовська залізниця електрифікована змінним струмом (25 кВ) впродовж 149 км.
- Кяна — Каунас— найдовша електрифікована ділянка в Балтійському регіоні (140 км).
  - Станції та пункти зупинки (23): Кяна, Кивішкес, Науйої-Вільня, Павільніс, Вільнюс, Панеряй, Воке, Лентварис, Каріетішкес, Саусяй, Рікантай, Балтамішкіс, Вевіс, Каугоніс, Жасляй, Кайшядорис, Пагіряй, Памерис, Правенішкес, Карчюпіс, Палемонас, Амаляй, Каунас.

- Лентварис — Тракай — найменша електрифікована гілка в Балтійському регіоні (9 км).
  - Станції та пункти зупинки (3): Лентварис, Сянеї-Тракай, Тракай.

## Тяговий рухомий склад
- 171 вантажний локомотив
- 17 пасажирських локомотивів
- 89 маневрових локомотивів

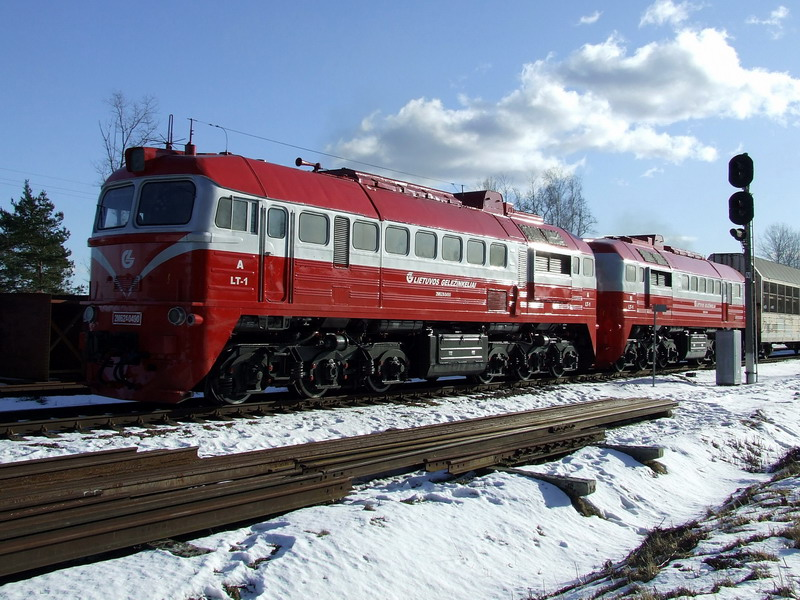
Тепловоз 2М62 на залізницях Литви

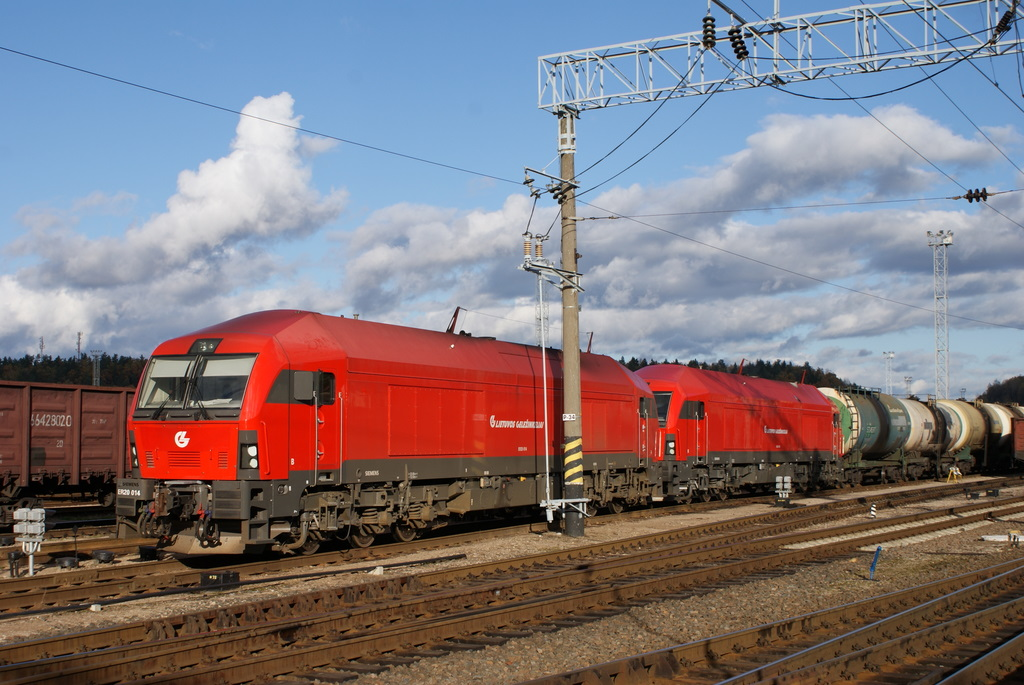
Тепловоз Siemens ER 20 CF

- 58 од. автономних МВРС (ДР1А, Д1, АР2, РА2, 620М
- 17 електропоїздів (ЕР9М, двоповерхові електропоїзди EJ 575)

Серед тепловозів: М62, 2М62, ТЕП60, Тепловоз ТЕП70, ТЕП70БС, Тепловоз ЧМЕ3, ЧМЕ3М, ТЕМ2, ER20, ТЕМ-ТМХ.

## Тунелі
На території Литви розташовано два залізничних тунелі:
- Паняряйський тунель (на цей момент закритий);
- Каунаський тунель.

## Пасажирське сполучення

### Міждержавні пасажирські потяги
Велика частина поїздів міжнародного сполучення проходить по головній магістралі Литви, лінії Кена — Вільнюс — Кібартай. Серед них фірмовий поїзд Вільнюс — Москва, поїзд формування Білоруської залізниці Мінськ — Вільнюс та поїзди Російських залізниць у Калінінград. Лінія Вільнюс — Турмантас — кордон з Латвією використовується для руху поїзда Вільнюс — Санкт-Петербург.
На початку 1990-х років була прокладена суміщена колія 1520 мм і 1435 мм на ділянці Шештокай — Моцкава та колія 1435 мм на ділянці від Моцкави до кордону з Польщею, що дозволило організувати сполучення з Польщею в обхід території Білорусі. Поїзд Польських залізниць Варшава Заходне — Шештокай узгоджений з розкладом поїзду Шештокай — Вільнюс. При цьому до 1996 року існував швидкий поїзд «Балтійський експрес» Таллінн — Шештокай, що сполучав між собою і з Польщею усі балтійські країни.

### Пасажирські поїзди в місцевому та приміському сполученні

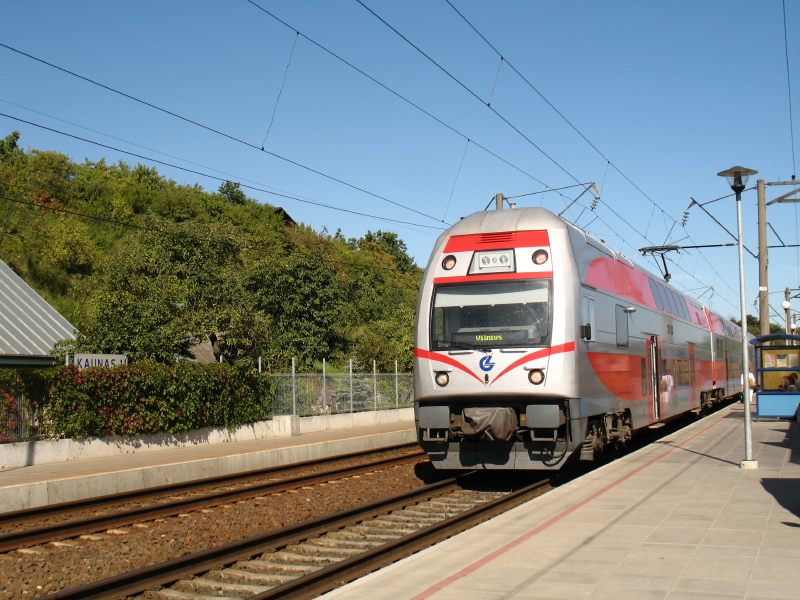
Електропоїзд EJ575 в Каунасі

Дизель-поїзда місцевого сполучення в Литві прямують за маршрутами Вільнюс — Клайпеда, Вільнюс — Шяуляй (через Каунас), Вільнюс — Шештокай, Клайпеда — Радвилішкіс.
Рух електропоїздів з Вільнюса здійснюється за маршрутами Науйої-Вільня — Каунас (16 пар електропоїздів щодня) та Науйої-Вільня — Тракай (6 пар). З Вільнюса також вирушають дизель-поїзди у напрямку станцій Турмантас, Стасілос, Кена та Марцінконіс. У жовтні 2008 року відкрився новий маршрут Вільнюс — Аеропорт. Від станції Шяуляй вирушають приміські поїзди на Рокишкіс, Радвилішкіс та Мажейкяй; з Каунаса — на Кибартай та Шештокай, з Клайпеди — на Шилуте.

### Невживані та розібрані лінії
Пасажирське сполучення було скасовано на таких протяжних лініях як Шилуте — Пагегяй (кордон з Росією), Пагегяй — Радвилішкіс, Шештокай — Алітус, Швенченеляй — Утена, а також на прикордонних з Латвією лініях Кретинга — Скуодас, Шяуляй — Йонішкіс та інших. З 1996 року скасовано потяги на дільниці Пабраде — Діджясаліс, яка проходить територією Білорусі. Між двома державами виявилася розділеною гілка Поріччя — Друскінінкай: частина, що проходить територією Литви, була розібрана.
Збережену ділянку вузькоколійної залізниці Паневежис — Рубікяй (так звана Аукштайтська вузькоколійна залізниця) занесено до реєстру нерухомих цінностей Литовської Республіки та використовують лише для руху туристичних поїздів.